# Championnat d'Allemagne féminin de football de deuxième division 2008-2009
Navigation
Édition précédente Édition suivante
La 2. Frauen-Bundesliga 2008-2009 est la 5e édition du championnat d'Allemagne de football féminin de deuxième division.
Le deuxième niveau du championnat féminin oppose vingt-quatre clubs allemands répartis dans deux groupes de douze équipes, en une série de vingt-deux rencontres jouées durant la saison de football. La compétition débute le 7 septembre 2008 et s'achève le dimanche 24 mai 2009.
Les premières places de chaque groupe permettent de monter en Frauen Bundesliga lors de la saison suivante alors que les deux dernières places de chaque groupe sont synonyme de relégation en Regionalliga. Les deux dixièmes s'affrontent quant à eux lors d'un barrage de relégation dont le perdant est relégué.
Lors de l'exercice précédent, le FC Sarrebruck et le SG Wattenscheid ont été relégués après avoir fini aux deux dernières places de première division. Le SG Lütgendortmund, le Mellendorfer TV, le Blau-Weiß Hohen Neuendorf, le FV Löchgau et le FSV Viktoria Jägersburg ont, quant à eux, gagné le droit d'évoluer dans ce championnat après avoir obtenu leurs promotions lors des phases finales de Regionalliga.
La compétition est remportée par le Tennis Borussia Berlin et le FC Sarrebruck qui sont promus à la fin de la saison. Dans le bas du classement, le SG Lütgendortmund, le FC Union Berlin, le FSV Viktoria Jägersburg, le Mellendorfer TV et le SV Dirmingen, sont relégués.

## Participants
Ces tableaux présentent les vingt-quatre équipes qualifiées pour disputer le championnat 2008-2009. On y trouve le nom des clubs, la date de création du club, l'année de la dernière accession à cette division, leur classement de la saison précédente, le nom des stades ainsi que la capacité de ces derniers.
Le championnat comprend deux groupes de douze équipes.
Légende des couleurs
- Relégué de Frauen-Bundesliga.
- Promu de Regionalliga.

| \| I FC Union Berlin Tennis Borussia Berlin SV Victoria Gersten FSV Gütersloh Hambourg SVR SV Holstein Kiel (de) FC Lokomotive Leipzig SG Lütgendortmund Mellendorfer TV Blau-Weiß Hohen Neuendorf FFC Oldesloe (de) FFC Turbine PotsdamR \| Localisation des clubs engagés dans le groupe Nord du championnat. |
| I FC Union Berlin Tennis Borussia Berlin SV Victoria Gersten FSV Gütersloh Hambourg SVR SV Holstein Kiel (de) FC Lokomotive Leipzig SG Lütgendortmund Mellendorfer TV Blau-Weiß Hohen Neuendorf FFC Oldesloe (de) FFC Turbine PotsdamR                                                                          |

| Nom du club               | Date de création | Dernière accession | Cls 2008      | Stade                      | Capacité | Nb T. |
| ------------------------- | ---------------- | ------------------ | ------------- | -------------------------- | -------- | ----- |
| Tennis Borussia Berlin    | 1969             | 2004               | 2 (Gr. Nord)  | Mommsenstadion             | 15 005   | /     |
| FSV Gütersloh             | 1984             | 2004               | 3 (Gr. Nord)  | Heidewaldstadion           | 12 000   | /     |
| FFC Turbine PotsdamR      | 1971             | 2004               | 4 (Gr. Nord)  | Karl-Liebknecht-Stadion    | 10 499   | /     |
| Hambourg SVR              | 1970             | 2004               | 5 (Gr. Nord)  | Wolfgang-Meyer-Sportanlage | 2 018    | /     |
| SV Holstein Kiel (de)     | 2004             | 2005               | 6 (Gr. Nord)  | Kiliaplatz                 | 3 000    | /     |
| FC Lokomotive Leipzig     | -                | 2006               | 7 (Gr. Nord)  | Stade inconnu              | -        | /     |
| FFC Oldesloe (de)         | 2000             | 2007               | 8 (Gr. Nord)  | Stadion Buniamshof         | 10 000   | /     |
| SV Victoria Gersten       | -                | 2004               | 9 (Gr. Nord)  | MEP-Arena                  | 16 500   | /     |
| FC Union Berlin           | 1990             | 2007               | 10 (Gr. Nord) | Fritz-Lesch-Sportplatz     | -        | /     |
| SG Lütgendortmund         | 1975             | 2008               | Reg.          | Im Rauhen Holz             | -        | /     |
| Mellendorfer TV           | -                | 2008               | Reg.          | Stade inconnu              | -        | /     |
| Blau-Weiß Hohen Neuendorf | -                | 2008               | Reg.          | Niederheide                | -        | /     |

| \| Bayer Leverkusen SV Dirmingen FCR DuisbourgR FFC FrancfortR ASV Hagsfeld FSV Viktoria Jägersburg FV Löchgau SC Sand FC Sarrebruck VfL Sindelfingen FFC Wacker Munich (de) SG Wattenscheid \| Localisation des clubs engagés dans le groupe Sud du championnat. |
| Bayer Leverkusen SV Dirmingen FCR DuisbourgR FFC FrancfortR ASV Hagsfeld FSV Viktoria Jägersburg FV Löchgau SC Sand FC Sarrebruck VfL Sindelfingen FFC Wacker Munich (de) SG Wattenscheid                                                                         |

| Nom du club             | Date de création | Dernière accession | Cls 2008     | Stade                               | Capacité | Nb T. |
| ----------------------- | ---------------- | ------------------ | ------------ | ----------------------------------- | -------- | ----- |
| FC Sarrebruck           | 1990             | 2008               | 1.FB         | Stadion Kieselhumes                 | 6 000    | 1     |
| SG Wattenscheid         | 1973             | 2004               | 1.FB         | Lohrheidestadion                    | 16 233   | 1     |
| VfL Sindelfingen        | 1971             | 2006               | 2 (Gr. Sud)  | Floschenstadion                     | 5 000    | 1     |
| FCR DuisbourgR          | 1977             | 2007               | 3 (Gr. Sud)  | PCC-Stadion                         | 3 000    | /     |
| Bayer Leverkusen        | 2008             | 2005               | 4 (Gr. Sud)  | Ulrich-Haberland-Stadion            | 3 200    | /     |
| ASV Hagsfeld            | 1998             | 2007               | 5 (Gr. Sud)  | Sportanlage An der Tagweide         | -        | /     |
| SC Sand                 | 1980             | 2004               | 6 (Gr. Sud)  | Kühnmatt-Stadion                    | 2 000    | /     |
| FFC FrancfortR          | 1973             | 2004               | 7 (Gr. Sud)  | Stadion am Brentanobad              | 5 200    | /     |
| SV Dirmingen            | -                | 2007               | 8 (Gr. Sud)  | Belkerstadion                       | -        | /     |
| FFC Wacker Munich (de)  | -                | 2004               | 10 (Gr. Sud) | Bezirkssportanlage München-Sendling | -        | /     |
| FSV Viktoria Jägersburg | -                | 2008               | Reg.         | Alois-Omlor-Sportpark               | -        | /     |
| FV Löchgau              | -                | 2008               | Reg.         | Stade inconnu                       | -        | /     |

## Compétition

### Classement
Le classement est calculé avec le barème de points suivant : une victoire vaut trois points, le match nul un et la défaite zéro.
Les critères utilisés pour départager en cas d'égalité au classement sont les suivants :
1. différence entre les buts marqués et les buts concédés sur la totalité des matchs joués dans le championnat ;
2. plus grand nombre de buts marqués sur la totalité des matchs joués dans le championnat.

| Rang | Équipe                      | Pts | J  | G  | N | P  | Bp | Bc | Diff |
| ---- | --------------------------- | --- | -- | -- | - | -- | -- | -- | ---- |
| 1    | Tennis Borussia Berlin      | 59  | 22 | 19 | 2 | 1  | 59 | 18 | +41  |
| 2    | FFC Turbine PotsdamR        | 50  | 22 | 16 | 2 | 4  | 56 | 27 | +29  |
| 3    | FC Lokomotive Leipzig       | 44  | 22 | 14 | 2 | 6  | 45 | 27 | +18  |
| 4    | FSV Gütersloh               | 39  | 22 | 12 | 3 | 7  | 43 | 27 | +16  |
| 5    | Hambourg SVR                | 35  | 22 | 10 | 5 | 7  | 44 | 30 | +14  |
| 6    | FFC Oldesloe (de)           | 33  | 22 | 10 | 3 | 9  | 23 | 27 | -4   |
| 7    | SV Holstein Kiel (de)       | 27  | 22 | 8  | 3 | 11 | 27 | 37 | -10  |
| 8    | Blau-Weiß Hohen Neuendorf P | 24  | 22 | 7  | 3 | 14 | 29 | 41 | -12  |
| 9    | SV Victoria Gersten         | 23  | 22 | 6  | 5 | 11 | 31 | 35 | -4   |
| 10   | Mellendorfer TV P           | 17  | 22 | 5  | 2 | 15 | 22 | 53 | -31  |
| 11   | SG Lütgendortmund P         | 15  | 22 | 4  | 3 | 15 | 20 | 45 | -25  |
| 12   | FC Union Berlin             | 12  | 22 | 3  | 3 | 16 | 22 | 54 | -32  |

| Légende : | Légende : |
| --------- | --- |
|           | Promu en Frauen-Bundesliga. |
|           | Participe au barrage de relégation en Regionalliga.                                                                                          |
|           | Relégué en Regionalliga. |
|           | P Promu de Regionalliga. Pts points ; G victoires ; N matchs nuls ; P défaites Bp buts marqués ; Bc buts encaissés ; Diff différence de buts |

| Rang | Équipe                    | Pts | J  | G  | N | P  | Bp | Bc | Diff |
| ---- | ------------------------- | --- | -- | -- | - | -- | -- | -- | ---- |
| 1    | FC Sarrebruck R           | 57  | 22 | 18 | 3 | 1  | 81 | 10 | +71  |
| 2    | VfL Sindelfingen          | 55  | 22 | 18 | 1 | 3  | 60 | 16 | +44  |
| 3    | FCR DuisbourgR            | 44  | 22 | 14 | 2 | 6  | 51 | 28 | +23  |
| 4    | SG Wattenscheid R         | 42  | 22 | 13 | 3 | 6  | 44 | 33 | +11  |
| 5    | FFC FrancfortR            | 39  | 22 | 12 | 3 | 7  | 47 | 29 | +18  |
| 6    | ASV Hagsfeld              | 30  | 22 | 8  | 6 | 8  | 42 | 39 | +3   |
| 7    | Bayer Leverkusen          | 25  | 22 | 6  | 7 | 9  | 47 | 40 | +7   |
| 8    | SC Sand                   | 24  | 22 | 6  | 6 | 10 | 37 | 47 | -10  |
| 9    | FFC Wacker Munich (de)    | 24  | 22 | 7  | 3 | 12 | 28 | 45 | -17  |
| 10   | FV Löchgau P              | 17  | 22 | 5  | 2 | 14 | 38 | 63 | -25  |
| 11   | FSV Viktoria Jägersburg P | 14  | 22 | 4  | 2 | 16 | 25 | 78 | -53  |
| 12   | SV Dirmingen              | 5   | 22 | 1  | 2 | 19 | 20 | 92 | -72  |

| Légende : | Légende : |
| --------- | --- |
|           | Promu en Frauen-Bundesliga. |
|           | Participe au barrage de relégation en Regionalliga. |
|           | Relégué en Regionalliga. |
|           | R Relégué de Frauen-Bundesliga. P Promu de Regionalliga. Pts points ; G victoires ; N matchs nuls ; P défaites Bp buts marqués ; Bc buts encaissés ; Diff différence de buts |

### Résultats
Groupe Nord
| Résultats (▼dom., ►ext.)                                   | Ber | Bor | Ger | Güt | Ham | Kie | Lei | Lüt | Mel | Neu | Old | Tur |
| FC Union Berlin                                            |     | 1-5 | 1-3 | 0-3 | 0-2 | 2-1 | 2-6 | 0-0 | 4-0 | 1-3 | 1-2 | 1-2 |
| Tennis Borussia Berlin                                     | 2-0 |     | 2-0 | 2-0 | 3-1 | 5-1 | 2-0 | 3-0 | 5-1 | 2-0 | 1-0 | 6-2 |
| SV Victoria Gersten                                        | 0-1 | 1-1 |     | 1-2 | 2-2 | 3-1 | 0-1 | 3-0 | 3-0 | 0-1 | 0-1 | 2-4 |
| FSV Gütersloh                                              | 1-0 | 1-2 | 2-0 |     | 5-2 | 2-2 | 0-2 | 4-0 | 2-1 | 2-0 | 3-0 | 1-1 |
| Hambourg SVR                                               | 3-0 | 1-1 | 5-0 | 0-0 |     | 2-2 | 0-1 | 2-1 | 4-1 | 0-1 | 2-1 | 1-2 |
| SV Holstein Kiel (de)                                      | 4-1 | 0-1 | 2-2 | 1-2 | 0-4 |     | 3-2 | 1-0 | 0-0 | 1-0 | 1-0 | 1-3 |
| FC Lokomotive Leipzig                                      | 7-0 | 0-2 | 1-1 | 3-2 | 5-1 | 3-2 |     | 2-0 | 0-1 | 2-1 | 0-2 | 0-3 |
| SG Lütgendortmund                                          | 2-2 | 1-2 | 3-2 | 0-3 | 0-3 | 0-1 | 1-2 |     | 0-4 | 4-2 | 2-1 | 0-4 |
| Mellendorfer TV                                            | 0-0 | 1-4 | 0-3 | 3-2 | 2-1 | 1-2 | 3-4 | 0-4 |     | 1-0 | 1-2 | 0-3 |
| Blau-Weiß Hohen Neuendorf                                  | 3-2 | 0-3 | 1-4 | 1-4 | 0-3 | 1-0 | 1-2 | 0-0 | 7-1 |     | 1-1 | 3-2 |
| FFC Oldesloe (de)                                          | 2-1 | 1-5 | 0-0 | 3-2 | 0-2 | 0-3 | 0-0 | 1-0 | 1-0 | 3-1 |     | 2-0 |
| FFC Turbine PotsdamR                                       | 3-2 | 6-0 | 3-1 | 3-0 | 3-3 | 3-0 | 0-2 | 3-1 | 2-1 | 3-0 | 1-0 |     |
| - Victoire à domicile - Match nul - Victoire à l'extérieur |     |     |     |     |     |     |     |     |     |     |     |     |

Groupe Sud
| Résultats (▼dom., ►ext.)                                   | ByL | Dir  | Dui | Fra | Hag | Jäg | Löc  | San | Sar | Sin | Wac | Wat |
| Bayer Leverkusen                                           |     | 12-0 | 1-0 | 1-4 | 2-3 | 4-1 | 5-2  | 2-2 | 2-3 | 0-1 | 4-0 | 3-3 |
| SV Dirmingen                                               | 1-4 |      | 1-4 | 3-7 | 1-7 | 1-1 | 0-2  | 1-1 | 0-3 | 2-3 | 1-2 | 0-2 |
| FCR DuisbourgR                                             | 4-0 | 5-2  |     | 2-1 | 1-1 | 6-2 | 4-1  | 4-1 | 2-1 | 0-3 | 4-0 | 0-3 |
| FFC FrancfortR                                             | 1-1 | 3-0  | 1-2 |     | 2-0 | 5-0 | 0-3  | 0-0 | 0-1 | 2-0 | 3-0 | 3-0 |
| ASV Hagsfeld                                               | 0-0 | 6-0  | 1-1 | 1-3 |     | 3-4 | 5-2  | 3-1 | 1-2 | 0-6 | 1-2 | 1-1 |
| FSV Viktoria Jägersburg                                    | 2-2 | 4-0  | 0-2 | 0-4 | 0-2 |     | 3-2  | 2-1 | 0-6 | 0-5 | 1-4 | 0-3 |
| FV Löchgau                                                 | 0-0 | 4-0  | 0-4 | 3-1 | 2-4 | 8-0 |      | 3-3 | 1-2 | 2-4 | 0-2 | 1-4 |
| SC Sand                                                    | 2-2 | 4-3  | 0-3 | 3-1 | 2-3 | 5-2 | 2-1  |     | 0-6 | 3-0 | 1-1 | 2-3 |
| FC Sarrebruck                                              | 5-0 | 9-0  | 4-0 | 1-1 | 0-0 | 4-0 | 12-0 | 3-0 |     | 3-0 | 3-1 | 4-1 |
| VfL Sindelfingen                                           | 1-0 | 3-0  | 2-0 | 5-0 | 5-0 | 4-0 | 3-1  | 2-1 | 1-1 |     | 4-1 | 4-0 |
| FFC Wacker Munich (de)                                     | 2-1 | 2-3  | 1-2 | 1-2 | 0-0 | 3-2 | 4-0  | 0-3 | 0-5 | 0-1 |     | 1-3 |
| SG Wattenscheid                                            | 3-1 | 4-1  | 2-1 | 2-3 | 2-0 | 4-1 | 1-0  | 2-0 | 0-3 | 0-3 | 1-1 |     |
| - Victoire à domicile - Match nul - Victoire à l'extérieur |     |      |     |     |     |     |      |     |     |     |     |     |

### Barrage de relégation
| Club            | Aller | Retour | Club       |
| --------------- | ----- | ------ | ---------- |
| Mellendorfer TV | 1-1   | 0-1    | FV Löchgau |

## Bilan de la saison
| Championnat d'Allemagne féminin de football de deuxième division 2008-2009 |                                                                          |
| Champion                                                                   | Tennis Borussia Berlin (Nord) (1er titre) FC Sarrebruck (Sud) (2e titre) |
| Promotions et relégations                                                  |                                                                          |
| Promus en Frauen-Bundesliga                                                | Tennis Borussia Berlin                                                   |
| Promus en Frauen-Bundesliga                                                | FC Sarrebruck                                                            |
| Relégués en 2. Frauen-Bundesliga                                           | TSV Crailsheim                                                           |
| Relégués en 2. Frauen-Bundesliga                                           | HSV Borussia Friedenstal                                                 |

## Statistiques
| Cls | Joueuse           | Club                   | Buts |
| --- | ----------------- | ---------------------- | ---- |
| 1   | Martina Fennen    | SV Victoria Gersten    | 12   |
| 1   | Kerstin Straka    | Tennis Borussia Berlin | 12   |
| 3   | Jana Teodoridis   | Tennis Borussia Berlin | 11   |
| 4   | Anne-Rose Lindner | FFC Turbine PotsdamR   | 10   |
| 4   | Kathrin Patzke    | Hambourg SVR           | 10   |

| Cls | Joueuse         | Club            | Buts |
| --- | --------------- | --------------- | ---- |
| 1   | Jennifer Ninaus | SG Wattenscheid | 20   |
| 2   | Selina Wagner   | FC Sarrebruck   | 18   |
| 3   | Christina Arend | FC Sarrebruck   | 16   |
| 4   | Christine Fedt  | SC Sand         | 15   |
| 5   | Lisa Schwab     | FC Sarrebruck   | 14   |